# Mavoumaï
Mavoumaï (ou Mavoumay) est une localité du Cameroun située dans le département du Mayo-Tsanaga et la Région de l'Extrême-Nord, à proximité de la frontière avec le Nigeria. Elle fait partie de la commune de Mokolo.

## Population
En 1966-1967, la localité comptait 1 406 habitants, principalement des Mafa.
Lors recensement général de 2005, on y a dénombré 5 337 personnes.

## Climat
Le climat de Mavoumaï est de type tropical d'altitude. Le mois d'avril est le mois le plus chaud de l'année avec une température de 27,3 °C et celui de janvier est le moins chaud avec 21,5 °C. La température annuelle moyenne est de 23,6 °C pour une précipitation moyenne 946 mm.